# L'home era viu
L'home era viu (títol original: China Sky) és una pel·lícula de comèdia romàntica estatunidenca de 1945 dirigida per Ray Enright i protagonitzada per Pat O'Brien, Adolphe Menjou, Ellen Drew i Rudy Vallée.

## Argument
L'exitós empresari Michael O'Flaherty "Speed" McBride queda noquejat quan un vagabund, que va agafar, condueix el seu cotxe i cau un riu. Speed és rescatat per un vaixell que passa. Mentrestant, el vagabund, que està mort, el confonen amb Speed. Aquest està impacient per aclarir la identificació errònia, però en Kismet, un membre de la tripulació, el convenç que posposi la revelació. Speed li ha revelat que té problemes matrimonials amb la seva dona Connie i en Kismet el convenç de fer-se passar per un fantasma per persuadir la Connie de desfer-se d'un rival romàntic, en Gordon Tolliver, l'antic admirador de la Connie.

## Repartiment
- Pat O'Brien com a Michael O'Flaherty "Speed" McBride
- Adolphe Menjou com a Kismet
- Ellen Drew com a Connie McBride
- Rudy Vallée com a Gordon Tolliver
- Fortunio Bonanova com el Prof. Zorado
- Joseph Crehan com el Dr. James P. Whitney
- Jonathan Hale com a Osborne
- Minna Gombell com a tia Sophie
- Jason Robards, Sr. com Henry Fletcher
- Jack Norton com a Willie el Wino
- Carl Switzer com Ignatius